# Юханссон, Йеспер (кёрлингист)
Йе́спер Ю́ханссон (швед. Jesper Johansson; род. 29 октября 1992) — шведский кёрлингист.

## Карьера
В составе мужской сборной Швеции участник зимней Универсиады 2015.
Играет на позиции второго.

## Команды
| Сезон                                          | Четвёртый         | Третий            | Второй          | Первый          | Запасной              | Турниры                         |
| ---------------------------------------------- | ----------------- | ----------------- | --------------- | --------------- | --------------------- | ------------------------------- |
| 2010                                           | Патрик Мабергс    | Густав Эскильссон | Йеспер Юханссон | Victor Herlin   | Юханнес Патс          | ЧМЮ 2010 (6 место)              |
| 2011—12                                        | Патрик Мабергс    | Густав Эскильссон | Йеспер Юханссон | Юханнес Патс    |                       | ЧШМ 2012 (5 место)              |
| 2012—13                                        | Густав Эскильссон | Патрик Мабергс    | Йеспер Юханссон | Юханнес Патс    | тренер: Flemming Patz | ЧШМ 2013                        |
| 2013                                           | Патрик Мабергс    | Густав Эскильссон | Йеспер Юханссон | Юханнес Патс    | Фредрик Нюман         | ЧМЮ 2013 (4 место)              |
| 2013—14                                        | Патрик Мабергс    | Густав Эскильссон | Йеспер Юханссон | Юханнес Патс    | тренер: Flemming Patz | ЧШМ 2014                        |
| 2014—15                                        | Патрик Мабергс    | Густав Эскильссон | Йеспер Юханссон | Юханнес Патс    | тренер: Flemming Patz | ЗУ 2015 (4 место) · ЧШМ 2015    |
| 2015—16                                        | Патрик Мабергс    | Густав Эскильссон | Йеспер Юханссон | Юханнес Патс    | тренер: Flemming Patz | ЧШМ 2016                        |
| 2017—18                                        | Nicklas Söderberg | Густав Эскильссон | Oskar Sjöström  | Йеспер Юханссон | Arvid Stenberg        | ЧШМ 2018 (12 место)             |
| Кёрлинг среди смешанных команд (mixed curling) |                   |                   |                 |                 |                       |                                 |
| 2011                                           | ?                 | Густав Эскильссон | ?               | Йеспер Юханссон |                       | ЧШСК 2011                       |
| 2013                                           | Towe Lundman      | Густав Эскильссон | Anna Gustafsson | Йеспер Юханссон |                       | ЧШСК 2013 · ЧЕСК 2013 (6 место) |

(скипы выделены полужирным шрифтом)

## Достижения
- Чемпионат Швеции по кёрлингу среди мужчин: серебро (2013, 2014, 2016), бронза (2015).[5]
- Чемпионат Швеции по кёрлингу среди смешанных команд: золото (2013), бронза (2011).